# Ascochytula
Ascochytula är ett släkte av svampar. Ascochytula ingår i ordningen Pleosporales, klassen Dothideomycetes, divisionen sporsäcksvampar och riket svampar.
|             | Pleomassariaceae                         |
|             |                                          |
|             | Naetrocymbaceae                          |
|             |                                          |
|             | Dacampiaceae                             |
|             |                                          |
|             | Arthopyreniaceae                         |
|             |                                          |
|             | Aigialaceae                              |
|             |                                          |
|             | Amniculicolaceae                         |
|             |                                          |
|             | Corynesporascaceae                       |
|             |                                          |
|             | Cucurbitariaceae                         |
|             |                                          |
|             | Delitschiaceae                           |
|             |                                          |
|             | Diademaceae                              |
|             |                                          |
|             | Didymosphaeriaceae                       |
|             |                                          |
|             | Dothidotthiaceae                         |
|             |                                          |
|             | Fenestellaceae                           |
|             |                                          |
|             | Leptosphaeriaceae                        |
|             |                                          |
|             | Lindgomycetaceae                         |
|             |                                          |
|             | Lophiostomataceae                        |
|             |                                          |
|             | Massarinaceae                            |
|             |                                          |
|             | Melanommataceae                          |
|             |                                          |
|             | Montagnulaceae                           |
|             |                                          |
|             | Morosphaeriaceae                         |
|             |                                          |
|             | Mytilinidiaceae                          |
|             |                                          |
|             | Parodiellaceae                           |
|             |                                          |
|             | Phaeosphaeriaceae                        |
|             |                                          |
|             | Phaeotrichaceae                          |
|             |                                          |
|             | Pleosporaceae                            |
|             |                                          |
|             | Sporormiaceae                            |
|             |                                          |
|             | Testudinaceae                            |
|             |                                          |
|             | Tetraplosphaeriaceae                     |
|             |                                          |
|             | Tubeufiaceae                             |
|             |                                          |
|             | Venturiaceae                             |
|             |                                          |
|             | Zopfiaceae                               |
|             |                                          |
|             | Phoma                                    |
|             |                                          |
|             | Speira                                   |
|             |                                          |
|             | Centrospora                              |
|             |                                          |
|             | Mycocentrospora                          |
|             |                                          |
|             | Pyrenochaeta                             |
|             |                                          |
|             | Stagonosporopsis                         |
|             |                                          |
|             | Ascochyta                                |
|             |                                          |
|             | Anguillospora                            |
|             |                                          |
|             | Sporidesmium                             |
|             |                                          |
| Ascochytula | \| \| Ascochytula atriplicis \| \| \| \| |
|             | \| \| Ascochytula atriplicis \| \| \| \| |
|             | Ascochytella                             |
|             |                                          |
|             | Sporocybe                                |
|             |                                          |
|             | Periconia                                |
|             |                                          |
|             | Berkleasmium                             |
|             |                                          |
|             | Didymella                                |
|             |                                          |
|             | Herpotrichia                             |
|             |                                          |
|             | Dictyosporium                            |
|             |                                          |
|             | Fusculina                                |
|             |                                          |
|             | Briansuttonia                            |
|             |                                          |
|             | Leptosphaerulina                         |
|             |                                          |
|             | Elegantimyces                            |
|             |                                          |
|             | Phaeostagonospora                        |
|             |                                          |
|             | Massariosphaeria                         |
|             |                                          |
|             | Extrusothecium                           |
|             |                                          |
|             | Ascoronospora                            |
|             |                                          |
|             | Hyalobelemnospora                        |
|             |                                          |
|             | Immotthia                                |
|             |                                          |
|             | Helicascus                               |
|             |                                          |
|             | Dactuliophora                            |
|             |                                          |
|             | Clavariopsis                             |
|             |                                          |
|             | Subbaromyces                             |
|             |                                          |
|             | Pseudochaetosphaeronema                  |
|             |                                          |
|             | Coronospora                              |
|             |                                          |
|             | Protocucurbitaria                        |
|             |                                          |
|             | Pseudotrichia                            |
|             |                                          |
|             | Trematosphaeriopsis                      |
|             |                                          |
|             | Passerinula                              |
|             |                                          |
|             | Metameris                                |
|             |                                          |
|             | Neopeckia                                |
|             |                                          |
|             | Cheiromoniliophora                       |
|             |                                          |
|             | Digitodesmium                            |
|             |                                          |
|             | Boeremia                                 |
|             |                                          |
|             | Amarenomyces                             |
|             |                                          |
|             | Setomelanomma                            |
|             |                                          |
|             | Didymocrea                               |
|             |                                          |
|             | Wettsteinina                             |
|             |                                          |
|             | Letendraea                               |
|             |                                          |
|             | Rhopographus                             |
|             |                                          |
|             | Shiraia                                  |
|             |                                          |
|             | Farlowiella                              |
|             |                                          |
|             | Paraliomyces                             |
|             |                                          |
|             | Macroventuria                            |
|             |                                          |
|             | Neophaeosphaeria                         |
|             |                                          |
|             | Pseudodidymella                          |
|             |                                          |
|             | Mycodidymella                            |
|             |                                          |
|             | Ochrocladosporium                        |
|             |                                          |
|             | Cheirosporium                            |
|             |                                          |
|             | Margaretbarromyces                       |
|             |                                          |
|             | Versicolorisporium                       |
|             |                                          |
|             | Monoblastiopsis                          |
|             |                                          |
|             | Ocala                                    |
|             |                                          |
|             | Lentithecium                             |
|             |                                          |
|             | Tingoldiago                              |
|             |                                          |
|             | Wicklowia                                |
|             |                                          |
|             | Aquaticheirospora                        |
|             |                                          |
|             | Ascorhombispora                          |
|             |                                          |
|             | Ascochytula atriplicis                   |
|             |                                          |

|  | Ascochytula atriplicis |
|  |                        |